# Scotochrosta pulla
Scotochrosta pulla är en fjärilsart som beskrevs av Denis och Ignaz Schiffermüller 1776. Scotochrosta pulla ingår i släktet Scotochrosta och familjen nattflyn. Inga underarter finns listade.